# Kolven (sport)

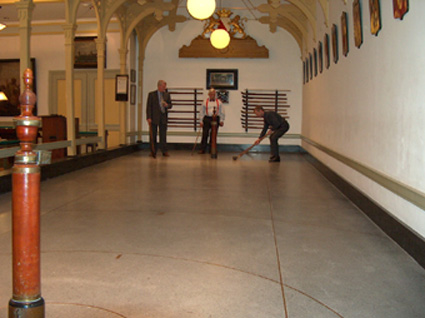
De Kolfclub 'Utrecht St. Eloyen Gasthuis' speelt op een baan uit 1730

Kolven of Kolf is een sport (of spel), waarbij de bal met een kliek (= slaghout) tegen een paal wordt geslagen en zo punten kunnen worden gescoord. Tegenwoordig gebeurt dit altijd overdekt, maar in de (late) middeleeuwen waren de meeste banen nog in de open lucht. Het kolfspel is een kort baanspel en wijkt dus af van het middeleeuwse lange baancolf.
Tot ver in de twintigste eeuw zijn de begrippen Colf en Kolf in de literatuur door elkaar gebruikt. Het idiomatisch onderscheid is door sporthistorici gecreëerd om in artikelen de bedoelde spelverschillen eenduidig te kunnen aangeven.

## Spelregels
Het spel kent een driedelige slag en begint op of achter de paallijn.
1. De speler doet zijn eerste klap (= uitklap) naar de achterpaal en probeert deze te raken.
2. Als dat lukt, dan slaat hij de bal vanaf een punt op de cirkel rond de achterpaal via de achterpaal terug richting voorpaal (opklap); als bij de uitklap de achterpaal niet is geraakt, dan speelt de speler vanaf het punt waar de bal tot stilstand is gekomen via de achterpaal in de richting van de voorpaal.
3. De derde klap loopt via de voorpaal en daarbij probeert de speler de bal zover mogelijk in het achterveld te krijgen (puntenklap). Op het speelveld kan het puntentotaal worden afgelezen. Bij het huidige kolfspel worden deze drie slagen vijf keer herhaald en de behaalde punten getotaliseerd. Maximaal zijn in een speelpartij 5 × 12 = 60 punten te behalen.

## Geschiedenis

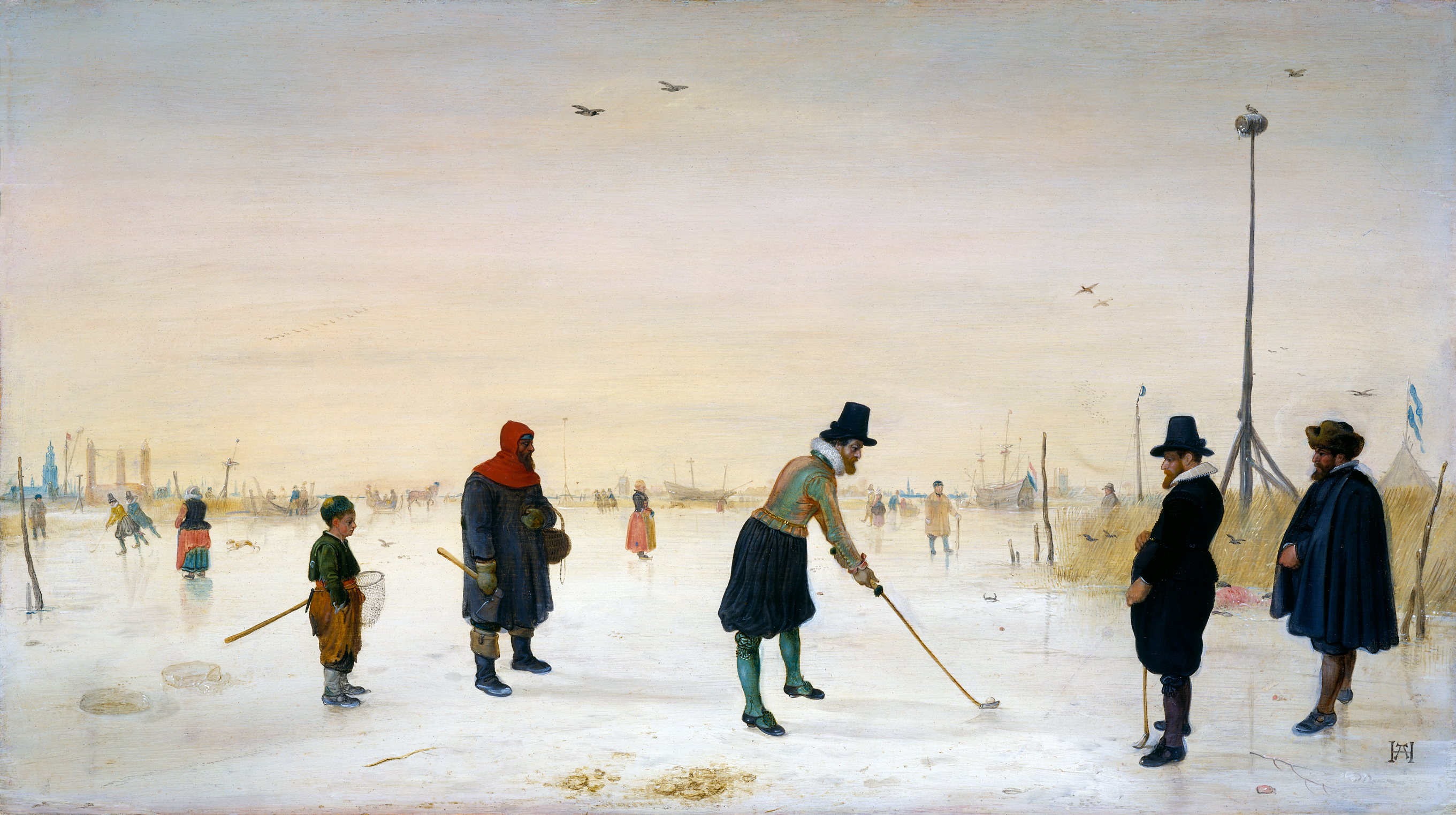
Colfspelers op het ijs. Hendrick Avercamp (ca. 1625)

Tussen de andere spelen die in de Middeleeuwen geliefd waren, zoals klootschieten, bikkelen, beugelen, koten en zelfs het geblinddoekt stukslaan van aardewerk, ontwikkelde het kaatsen zich samen met het spel metten colve tot de meest beoefende sport in de lage landen in de dertiende eeuw. Wij weten dit omdat in vele gemeentelijke verordeningen beperkingen werden gesteld aan het colven, dit om overlast te beperken. Kolf is ontstaan uit het Colf.
Oorspronkelijk probeerden de spelers met zo weinig mogelijk slagen een aangewezen doel te raken (bijvoorbeeld een boom in de verte) of met een vooraf afgesproken aantal slagen zover mogelijk te komen (= spel metten colve). De uitbaters van herbergen en uitspanningen zagen hun klanten liever niet achter de bal uit het zicht verdwijnen en zo ontstond de kolfversie die vandaag de dag nog gespeeld wordt op een speelveld tussen twee palen.
Tegenwoordig wordt nog door circa 500 mensen gekolfd in 24 clubs, waarvan 22 in Noord-Holland en twee in Utrecht. Deze clubs zijn aangesloten bij de Koninklijke Nederlandsche Kolfbond (KNKB).
De meeste kolfverenigingen noemen zich sociëteiten, want naast een sport is kolven ook een sociale bezigheid. Op een gemiddelde kolfavond bevinden zich zo'n 20 aanwezigen, waarvan er steeds drie in de baan lopen. De anderen kaarten, volgen het spel of praten met elkaar.

## Gezegden en uitdrukkingen voortgekomen uit het kolfspel
- Paal en perk stellen
- Met de natte vinger
- De eerste klap is een daalder waard
- Dat is een kolfje naar mijn hand
- De kolf naar de bal werpen
- Zo glad als een kolfbaan
- Die oordeelt op de gis, slaat de bal vaak lelijk mis
- Den gek behaagt zijne kolf
- Het is een groot kolfhout van een mensch
- Hij is overal bij met zijn korte kolfje
- Zulke kolven zulke ballen
- Het is geen recht spel, dat men met kromme kolven slaat
- De plank mis slaan
- Hij heeft gelukkig gekolfd
- Zo alle zotten kolven droegen, men vond geen hout genoeg, om zich te warmen
- Het is een weg als een kolfbaan
- Men rukt eerder Hercules zijne kolf uit handen, dan een duit uit zijne beurs
- Hij heeft kolf en bal
- Met warme ballen en een stevige kolf speelt men het best
- Daar zijn veel narren zonder kolven
- De beste kolver slaat weleens een bal mis

## Gerelateerde balspelen
Zoals aan de hand van de afbeelding hiernaast kan worden afgeleid, lijken er ontwikkelingsrelaties tussen kolven en malie, beugelen, ijscolf, golf, colf en chole te bestaan. Maar deze banden zijn geen uitgemaakte zaak. Vast staat dat kaatsen en croquet niet meer als familie beschouwd kunnen worden van kolven, dat maliespel en beugelen betrekkelijk nauw verwant zijn met het kolfspel en dat het lange colfspel als de echte voorouder van het golf kan worden beschouwd.